# Merodon avidus
Merodon avidus là một loài ruồi trong họ Ruồi giả ong (Syrphidae). Loài này được Rossi mô tả khoa học đầu tiên năm 1790. Merodon avidus phân bố ở vùng Cổ Bắc giới